# Карасьово
Карасьо́во (рос. Карасёво) — селище у складі Топчихинського району Алтайського краю, Росія. Входить до складу Хабазінської сільської ради.

## Географія
Розташоване на лівому березі річки Алей. Абсолютна висота — 154 метри над рівнем моря.

## Історія
Засноване 1846 року. 1926 року в селі Карасьова (Самодурніне) було 200 господарств та проживало 1096 осіб (522 чоловіки та 574 жінки). У національному складі населення того періоду переважали росіяни. Діяли школа І ступеня та лавка товариства споживачів. В адміністративному відношенні було центром Карасьовської сільради Чистюнського району Барнаульського округу Сибірського краю.

## Населення
Населення — 10 осіб (2010; 56 у 2002).
Національний склад (станом на 2002 рік):
- росіяни — 94 %